# Barbara Tucker
Barbara Tucker (nascida em 19 de março de 1967) é uma cantora afro-americana de house, R&B e Soul. Seu impacto na cena musical foi sentido mais na Europa, do que em seu país de origem.

## Biografia
Tucker criou e se formou dentro do ambiente gospel. Se destaca por suas atuações em shows ao vivo pela sua espetacular, energía, talento e originalidade fazendo com que cada um seja um verdadeiro acontecimento com novos sons, movimentos e descobrimentos.
É co-fundadora do "The Underground Network", uma discoteca noturna com mais história de Nova Iorque, reconhecido como símbolo da cena musical, que abriu as portas da fama ao redor do mundo. Constatemente se dedica a promover e melhorar o "Underground Network" através de passeios, eventos e produções de novos artistas, de Tóquio, Sydney, Chicago a Londres. Ela viajou com as suas actuações em todo o mundo com o "Berlin Dance Award" e "MTV Parties". Barbara fez turnê e gravou com vocal de artistas como Moby, Cerrone, Pet Shop Boys, Dave Steward, Deee-Lite, Wyclef Jean, George Clinton, Reel 2 Real e Janet Jackson. Também coreografou para Shannon, C+C Music Factory, Jay Williams, Sabel, BWP, Johnny O, Jovann, Butch Quick, Soul System e Too Nice.
Barbara é também criadora juntamente com Erick Morillo do projeto "B-Crew" para a qual escreveu o famoso "Party Feelin".
A cantora marcou seis canções na primeira posição na parada americana da Billboard Hot Dance Club Songs na década de 1990 e 2000, bem como vários hits na parada britânica UK Singles Chart.

## Discografia

### Singles
- 1990 - "Open Your Heart (To Love)"
- 1994 - "Beautiful People"
- 1994 - "I Get Lifted"
- 1995 - "Stay Together"
- 1996 - "Keep on Lovin'You"
- 1997 - "Bring You Love"
- 1997 - "Partay Feeling"
- 1998 - "Everybody Dance (The Horn Song)"
- 2000 - "Stop Playing With My Mind"
- 2001 - "Love's On Time"
- 2003 - "Let Me Be"
- 2005 - "You Want Me Back"
- 2005 - "Most Precious Love"
- 2005 - "Most Precious Love 2006"
- 2007 - "Love Vibrations"
- 2008 - "One"
- 2008 - "One Desire"
- 2009 - "Care Free"
- 2009 - "Feelin' Like A Superstar"
- 2011 - "R.E.S.P.E.C.T."
- 2011 - "Back 2 Love"
- 2011 - "Deeper in Love"